# Jöllenbeck (Löhne)
Jöllenbeck ist ein Ortsteil der im Nordosten Nordrhein-Westfalens gelegenen Stadt Löhne. Er gehört heute zum Löhner Stadtteil Gohfeld. Der Ortsteil liegt auf dem Süd- und Westufer der Werre. Auf deren hochwassersicheren Terrasse liegt der Kern des Ortsteils. Seit 1847 verläuft die Köln-Mindener Eisenbahn durch Jöllenbeck. 

## Geschichte
Jöllenbeck wurde im Jahr 993 erstmals als Jolenbeke urkundlich erwähnt. Der Vorgängerbau der heutigen Simeonkirche in Jöllenbeck wurde im Jahr 1035 vom Mindener Bischof Sigebert eingeweiht. Bis zur Franzosenzeit gehörte die Bauerschaft Jöllenbeck zur Vogtei Gohfeld im Amt Hausberge des Fürstentums Minden. Jöllenbeck kam 1816 zum neuen Kreis Bünde bzw. 1832 zum Kreis Herford und wurde Teil der Landgemeinde Gohfeld. Seit 1969 gehört Jöllenbeck zur Stadt Löhne.
Historische Einwohnerzahlen:
| Jahr | Einwohner | Quelle |
| 1788 | 452       | [ 3 ]  |
| 1812 | 354       | [ 4 ]  |
| 1820 | 670       | [ 5 ]  |
| 1843 | 941       | [ 6 ]  |
| 1871 | 797       | [ 7 ]  |
| 1885 | 954       | [ 8 ]  |
| 1895 | 1120      | [ 9 ]  |
| 1905 | 1449      | [ 10 ] |